# مفتول مرسين
مفتول ميرسن (بالإنجليزية: Mersenne Twister)‏ هو مولد أعداد شبه عشوائية. سمي هكذا لأن دورته اختيرت عددا أوليا لميرسن.